# Valkas distrikt
Valkas distrikt (lettisk: Valkas rajons) er beliggende i regionen Livland i det nord-østlige Letland. Udover den centrale administration består Valkas distrikt af 21 selvstyrende enheder: 4 byer (lettisk: pilsētas, plur.; pilsēta, sing.) samt 17 landkommuner (lettisk: pagasti, plur.; pagasts, sing.).

## Selvstyrende enheder underlagt Valkas distrikt
- Bilska landkommune
- Blome landkommune
- Branti landkommune
- Ērģeme landkommune
- Ēvele landkommune
- Grundzāle landkommune
- Jērcēnu landkommune
- Kārķi landkommune
- Launkalne landkommune
- Palsmane landkommune
- Plāņi landkommune
- Seda by
- Smiltene by
- Smiltene landkommune
- Strenči by
- Trikāta landkommune
- Valka by
- Valka landkommune
- Variņi landkommune
- Vijciems landkommune
- Zvārtava landkommune

57°46′30″N 26°00′36″Ø / 57.775°N 26.01°Ø